# Drino sinensis
Drino sinensis är en tvåvingeart som beskrevs av Louis-Paul Mesnil 1949. Drino sinensis ingår i släktet Drino och familjen parasitflugor. Inga underarter finns listade i Catalogue of Life.